# Medaille „Für hervorragende propagandistische Leistungen“
Die Medaille „Für hervorragende propagandistische Leistungen“ war in der Deutschen Demokratischen Republik (DDR) eine nichtstaatliche Auszeichnung der Freien Deutschen Jugend (FDJ), welche in einer Stufe 1973 gestiftet wurde. Eine der ersten Verleihungen erfolgte an den Minister für Staatssicherheit Erich Mielke.

## Aussehen
Die silberne Medaille zeigt auf ihrem Avers mittig die rechts blickenden Kopfporträts von Karl Marx, Friedrich Engels und Lenin, die von der blauen Umschrift: FÜR HERVORRAGENDE PROPAGANDISTISCHE LEISTUNGEN umschlossen werden. Das Revers der Medaille zeigt das Symbol der FDJ sowie das der Pionierorganisation Ernst Thälmann. Getragen wurde die Medaille an einer blau lackierten rechteckigen Spange an der linken oberen Brustseite des Beliehenen. Die Interimspange war von gleicher Beschaffenheit, zeigt jedoch mittig die drei Köpfe des Avers der Medaille, die beidseitig von je zwei senkrecht verlaufenden Mittelstreifen flankiert werden.